# Världen som nu föds på nytt
Världen som nu föds på nytt är en psalm, skriven på 1100-talet av Adam av S:t Victor. Den översattes till danska 1837 och 1845 av Nikolaj Frederik Severin Grundtvig. Texten översatte 1969 av Anders Frostenson till svenska. Musiken är dansk och skriven 1861 av Johan Peter Emilius Hartmann.

## Publicerad i
- 1986 års psalmbok som nummer 517 under rubriken "Årstiderna".
- Psalmer och Sånger 1987 som nummer 817 under rubriken "Kyrkoåret - Påsk".[1]